# Дулань
36°18′00″ пн. ш. 98°05′24″ сх. д. / 36.2999° пн. ш. 98.09001° сх. д.
Дулань (кит. 都兰县	, пін. Dūlán Xiàn) — один із повітів КНР у складі Хайсі-Монголо-Тибетської автономної префектури, Цинхай. Адміністративний центр — містечко Чаган-Ус.

## Географія
Дулань лежить на висоті понад 3100 метрів над рівнем моря у східній частині Цайдамської западини.

### Клімат
Повіт знаходиться у зоні, котра характеризується кліматом помірних степів. Найтепліший місяць — липень із середньою температурою 15,2 °C. Найхолодніший місяць — січень, із середньою температурою -9,6 °С.
| Клімат повіту Дулань    | Клімат повіту Дулань | Клімат повіту Дулань | Клімат повіту Дулань | Клімат повіту Дулань | Клімат повіту Дулань | Клімат повіту Дулань | Клімат повіту Дулань | Клімат повіту Дулань | Клімат повіту Дулань | Клімат повіту Дулань | Клімат повіту Дулань | Клімат повіту Дулань | Клімат повіту Дулань |
| Показник                | Січ.                 | Лют.                 | Бер.                 | Квіт.                | Трав.                | Черв.                | Лип.                 | Серп.                | Вер.                 | Жовт.                | Лист.                | Груд.                | Рік                  |
| Середній максимум, °C   | −2,3                 | 0,8                  | 5,6                  | 11,2                 | 15,8                 | 19,2                 | 21,9                 | 21,4                 | 16,9                 | 10,4                 | 4,1                  | −0,4                 | 10,4                 |
| Середня температура, °C | −9,6                 | −6,2                 | −1,1                 | 4,4                  | 9,1                  | 12,8                 | 15,2                 | 14,5                 | 9,8                  | 3,2                  | −3,4                 | −7,8                 | 3,4                  |
| Середній мінімум, °C    | −14,7                | −11,4                | −6,4                 | −1,5                 | 3                    | 6,9                  | 9,4                  | 8,5                  | 4,2                  | −2                   | −8,3                 | −12,8                | −2,1                 |
| Норма опадів, мм        | 4.1                  | 4.6                  | 7.8                  | 11.2                 | 31.3                 | 49.4                 | 51.5                 | 25.9                 | 18.9                 | 6.2                  | 3.5                  | 3.2                  | 217.6                |
| Вологість повітря, %    | 41                   | 35                   | 33                   | 31                   | 38                   | 46                   | 48                   | 44                   | 43                   | 35                   | 33                   | 38                   | 38.8                 |
| ----------------------- | -------------------- | -------------------- | -------------------- | -------------------- | -------------------- | -------------------- | -------------------- | -------------------- | -------------------- | -------------------- | -------------------- | -------------------- | -------------------- |
| Джерело: data.cma.cn    |                      |                      |                      |                      |                      |                      |                      |                      |                      |                      |                      |                      |                      |